# Igreja Quadrangular
A Igreja do Evangelho Quadrangular (em inglês:  The Foursquare Church Gospel) é uma denominação cristã evangélica pentecostal internacional fundada em 1º de janeiro de 1923 por Aimee McPherson. Sua sede internacional está localizada em Los Angeles, Estados Unidos.
Chegou ao Brasil através dos pastores Harold Williams e Jesus Hermínio Vasquez Ramos, fundada no dia 15 de novembro de 1951 na cidade de São João da Boa Vista.

## História

### Fundação

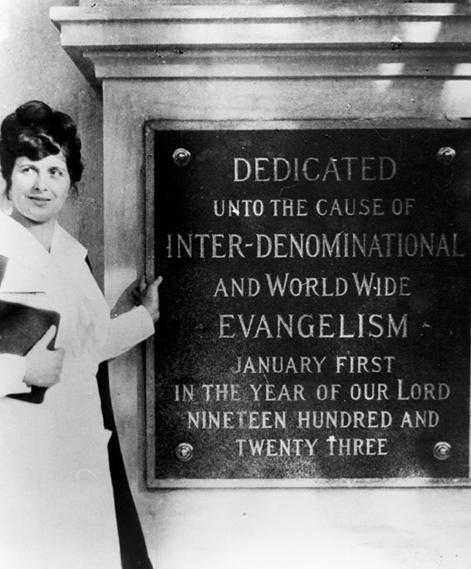
Aimee McPherson na dedicação do Angelus Temple em 1 de janeiro de 1923.

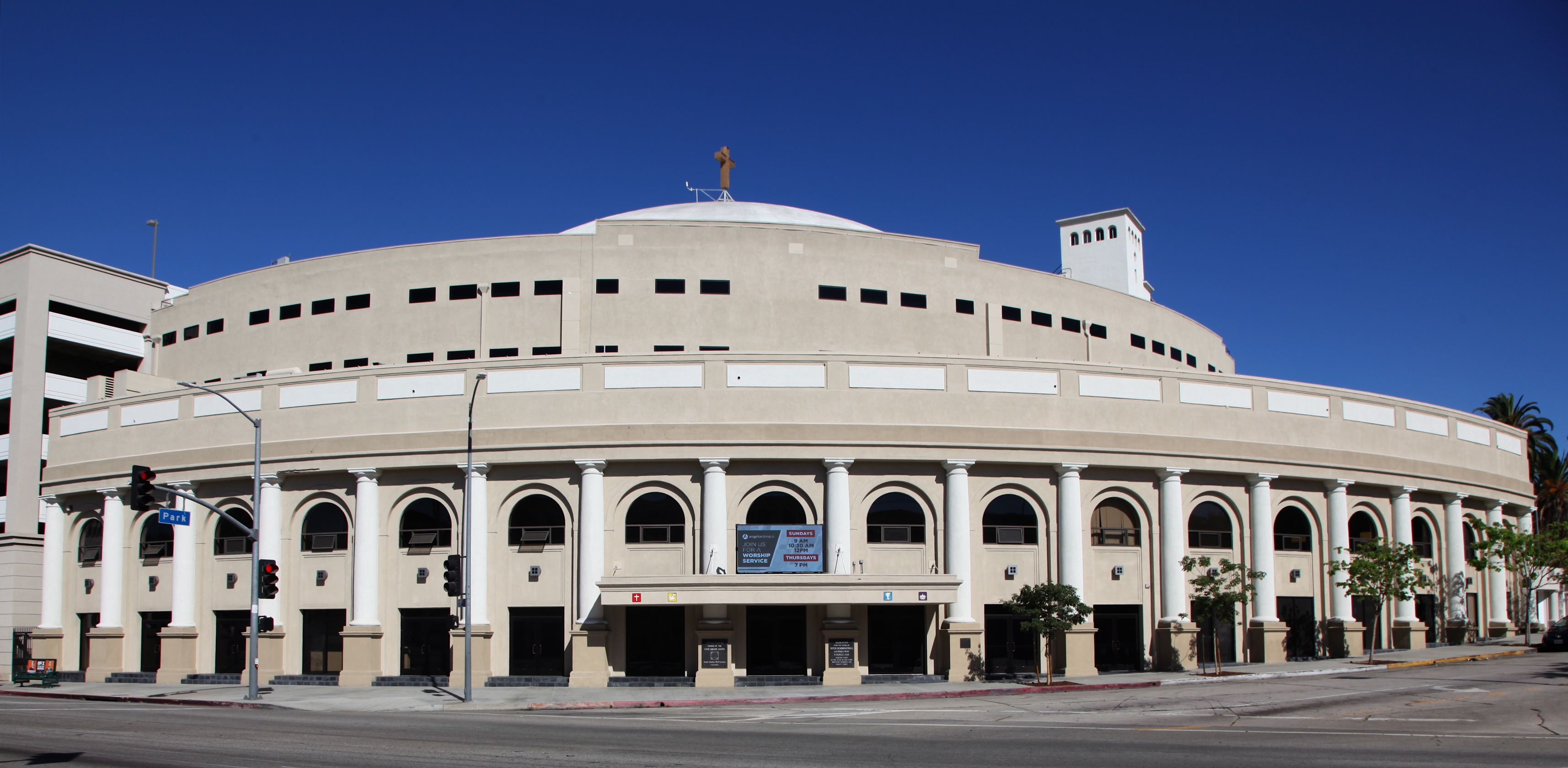
O Angelus Temple está defronte do Echo Park, próximo do centro de Los Angeles.

A igreja tem suas origens em uma visão da evangelista Aimee Semple McPherson, conhecida como "Irmã Aimee", do "Evangelho Quadrangular" (ou "Evangelho Pleno") em um sermão em Oakland. Em outubro de 1922, ele explicou sua visão que representa os 4 aspectos do ministério de Jesus Cristo; Salvador, Batizador com o Espírito Santo, Curador e Rei.
Apesar de algumas afinidades com o pentecostalismo, suas crenças são interdenominacionais.
No dia 1 de janeiro de 1923, ocorreu a fundação da igreja durante a dedicação do Angelus Temple em Los Angeles, com capacidade para 5 mil pessoas. McPherson foi uma celebridade, participando de eventos públicos, de modo que semanalmente nos domingos parava completamente as ruas de Los Angeles, juntamente com o prefeito da cidade e estrelas de cinema, diretamente para o Angelus Temple. Ela construiu o templo, e o L.I.F.E. Bible College na porta ao lado, no canto noroeste das terras que possuía no centro da cidade.
O estatuto de celebridade de McPherson continuou até depois de sua morte, em biografias como a de 1976 Hallmark Hall of Fame, o drama The Disappearance of Aimee e o filme independente de 2006 Aimee Semple McPherson retratando a sua vida, particularmente seu desaparecimento entre maio e junho de 1926 e a controvérsia jurídica que se seguiu.

### Após a morte de Aimee
Após a morte de Aimee McPherson, em 1944, seu filho, Rodolfo K. McPherson tornou-se presidente e líder da igreja, cargo que ocupou durante 37 anos. Sob sua liderança, a denominação passou de cerca de 400 igrejas a mais de 10.000. Em 1994, 46 anos após sua fundação, a Fraternidade Pentecostal foi reorganizada como Igrejas Pentecostais/Carismáticas da América do Norte, depois de combinar com organizações afro-americanas, mais significativamente a Igreja de Deus em Cristo.
Em 31 de maio de 1988 o Dr. John R. Holland se tornou o terceiro presidente da Igreja, uma posição que ocupou até julho de 1997.
O Dr. Harold Helms serviu como presidente interino de julho de 1997 até julho de 1998, e foi seguido pelo Dr. Paul C. Risser, que se tornou presidente em 26 de abril de 1993, na 55.ª convenção anual da igreja.
Em outubro de 2005, sob a direção de Risser, a igreja vendeu a estação de rádio KFSG-FM para o Sistema de Radiodifusão Espanhol por 250 milhões $ . A liderança de Risser levou a outra controvérsia de alto nível para a igreja quando, sem a participação da mesa de diretores da denominação e do conselho de finanças, os fundos da igreja foram investidos em empresas cujo alvo era a "comunidade evangélica unida", mas acabaram por ser Esquemas Ponzi. Risser renunciou à sua posição de liderança em março de 2007.
O pastor Jack W. Hayford, fundador da "Igreja no Caminho" em Van Nuys (Califórnia) serviu como presidente da Igreja Quadrangular Internacional de 2004 a 2009. Hayford, juntamente com os pastores Roy Hicks Jr. em Eugene (Óregon), Jerry Cook em Gresham (Óregon), Ronald D. Mehl em Beaverton (Óregon), e John Holland em Vancouver (Colúmbia Britânica), foram creditados pela igreja por estabelecer um plano para a sobrevivência contínua da denominação, apesar de suas impressionantes perdas financeiras estimadas em 15 milhões $ sob a liderança de Paul Risser.
Em 2020, Randy Remington tornou-se o presidente da Igreja Quadrangular.

## Estatísticas
| Ano  | Membros no Brasil |
| ---- | ----------------- |
| 1990 | 303.267           |
| 2000 | 1.318.805         |
| 2010 | 1.808.389         |

Segundo um censo da associação, em 2022 ele teria 67.500 igrejas, 8,8 milhões de membros em 150 países.
No Brasil, O IBGE estimou 303.267 membros no Censo de 1990.
Segundo o Censo realizado pelo Instituto Brasileiro de Geografia e Estatística (IBGE) em 2000, a IEQ tinha 1.318.805 membros no Brasil.
Já no ano de 2010 o Censo registrou 1.808.389 membros, o que torna a IEQ a 5ª maior denominação protestante no Brasil por número de membros. Assim sendo a igreja teve o crescimento de 22,75% no número de membros em 10 anos.

## Igreja Quadrangular no mundo

### Estados Unidos

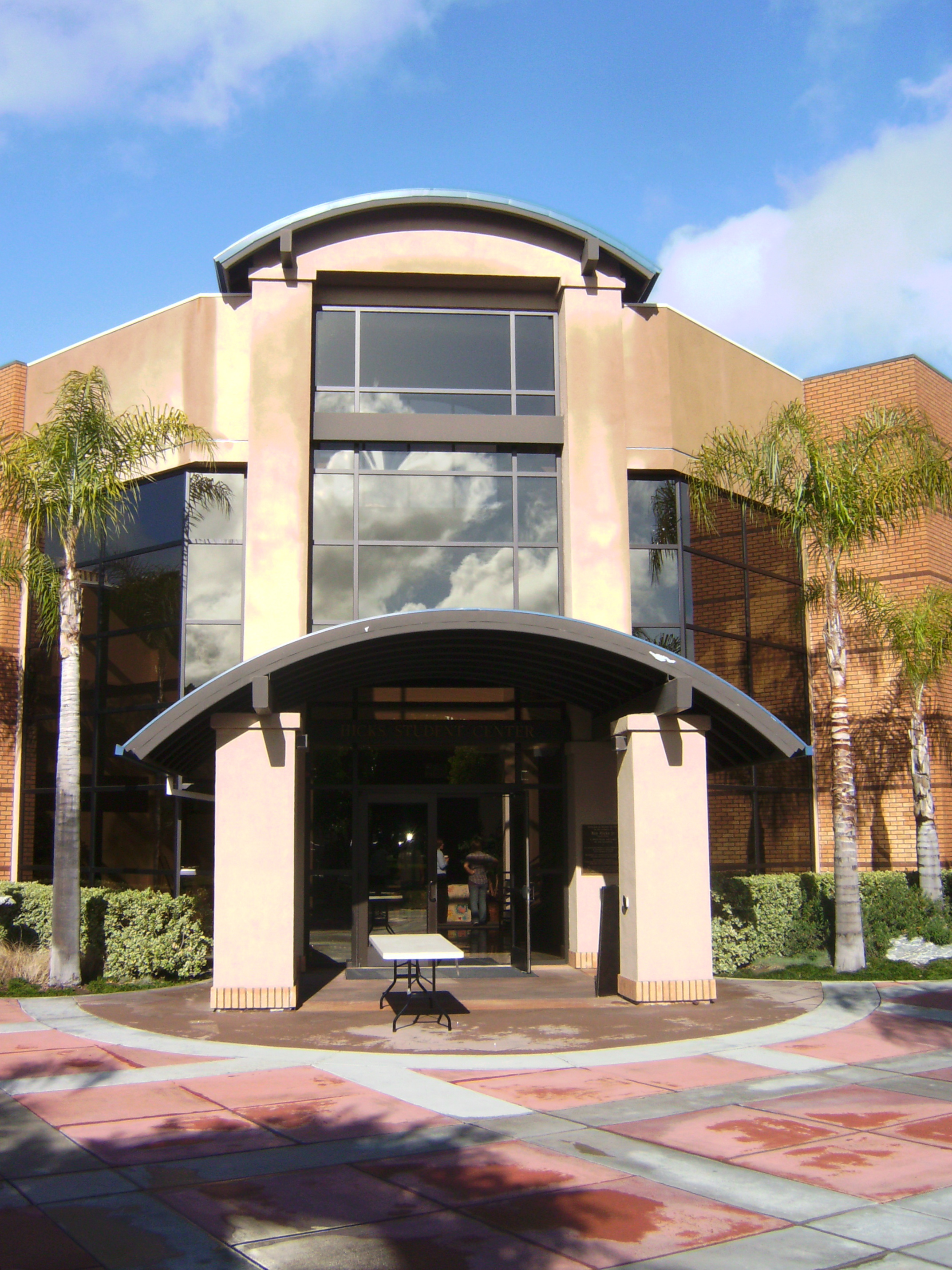
Hicks Center, Life Pacific University em San Dimas, Califórnia.

Nos Estados Unidos a igreja está dividida em distritos e, em seguida, em divisões e, finalmente, igrejas individuais. A Autoridade Geral supervisiona o escritório nacional e supervisores de distrito, e os supervisores distritais supervisionam superintendentes divisionários que supervisionam as igrejas individuais dentro da região local. Glenn C. Burris, Jr., atualmente (2004) serve como Supervisor Geral.
Um certo número de instituições de ensino estão filiados à Igreja Quadrangular. Entre estes estão Life Pacific University, anteriormente "L. I. F. E. Bible College", em San Dimas, Califórnia e o Pacific Life Bible College em Surrey, British Columbia.
Em 2006, o total de membros nos Estados Unidos era de 353.995 pessoas em 1875 igrejas. Embora as suas congregações estejam concentradas ao longo da Costa Oeste, a denominação está bem distribuída pelos Estados Unidos. Os estados com a maior taxa de adesão são: Oregon, Hawaii, Montana, Washington, e Califórnia. A sede, Angelus Temple, está em Los Angeles, Califórnia.

### Canadá
Anna D. Britton, uma graduada da L.I.F.E. Bible College, em Los Angeles, mudou-se para Vancouver em 1927, fundou a sede da L.I.F.E. Bible College no Canadá em 1928 e iniciou um pequeno grupo em uma congregação de cerca de 1.000 pessoas, conhecida como Igreja do Evangelho Quadrangular Kingsway. Sua visão a levou para estender o Evangelho Quadrangular às três províncias do oeste do Canadá, sobre o qual ela trabalhou como supervisora por muitos anos. Outros supervisores do Distrito Ocidental do Canadá foram: BA McKeown, Clarence Hall, Warren Johnson, Guy Duffield, Charles Baldwin, Harold Wood, Hicks Sr. Roy e John Holland.
Victor Gardner tornou-se Supervisor do Distrito Ocidental do Canadá, em 1974. Eventualmente, a fim de dar cumprimento à legislação canadense, o Distrito Ocidental do Canadá necessitou registrar todas as propriedades em nome de uma empresa canadense e que ganhasse controle de todas as finanças também. Victor Gardner liderou o desenvolvimento da Constituição e dos estatutos, o Manual de Administração e supervisionou a transferência de todos os documentos legais para 5 de março de 1981, a Igreja do Evangelho Quadrangular do Canadá (FGCC) passou a existir. Vic e Dorothy Gardner se aposentaram em 1992, passando sobre os deveres pastorais de sua igreja, Igreja Quadrangular Sunshine Hills, ao seu filho Tom Gardner e sua esposa Lottie Gardner.
Tim Peterson foi presidente da FGCC de 1992 a 2007. Sua esposa, Laurene, também trabalhou no Instituto Nacional da FGCC e juntos supervisionaram a criação de uma estrutura empresarial saudável e desenvolveram equipes nacionais.
Barry Buzza, que implantou a maior Igreja do Evangelho Quadrangular no Canadá, Igreja Northside, uma igreja de três campus no Tri-Cities (Coquitlam, e duas em Port Coquitlam) na área metropolitana de Vancouver na Colúmbia Britânica, foi eleito presidente em 1 de julho de 2007.

### Nigéria
A igreja tem uma presença majoritária na Nigéria, iniciando a sua missão em torno de 1950. Ela está presente em Lagos.

### Suécia
Em 2014, o pastor Tatsuo Kojima de Curitiba (PR), teve a iniciativa de implantação da Igreja do Evangelho Quadrangular na Suécia enviando os missionários: Levi Pereira da Silva e Mari Aparecida Rodrigues da Silva que Iniciaram como uma congregação na pequena cidade de Boras. Em 2015 o Pastor Fernando Camargo através da Secretaria Geral de Missões (SGM), oficializou a obra da Igreja do Evangelho Quadrangular na Suécia na Responsabilidade dos missionários Levi e Mari Que contam com duas igrejas: Gotemburgo e Estocolmo.

### Brasil
História

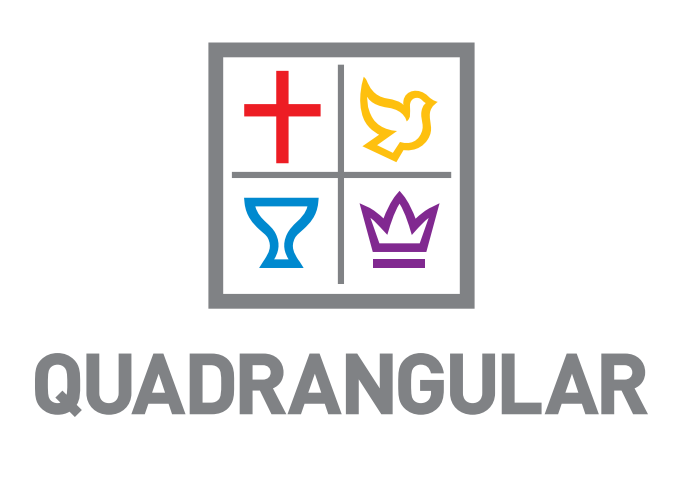
Em 2016 a IEQ Brasil ganha novo logotipo, padrão que agora é utilizado por todo o país.

Fundada em São João da Boa Vista (SP) em 15 de novembro de 1951, pelo missionário da Foursquare Church Gospel, pastor Harold Edwin Williams, auxiliado pelo pastor Jesus Hermirio Vasquez Ramos. O primeiro natural de Los Angeles, e o segundo natural do Peru.
A obra começou numa casa na cidade de Poços de Caldas (MG) junto com uma escola de inglês, indo depois para São João da Boa Vista, onde foi construído pelos fundadores um pequeno templo.
Em 1952 vieram para a capital de São Paulo realizar campanhas evangelísticas a convite de um pastor da Igreja Presbiteriana do Cambuci e pouco tempo depois foram para uma tenda de lona no mesmo bairro. De lá foram para o bairro da Água Branca e então para o salão da Rua Brigadeiro Galvão.
A tenda passou então a viajar pelo Estado de São Paulo como a tenda número um, enquanto nos salões da rua Brigadeiro Galvão as senhoras da igreja começaram a ajudar um irmão que havia trabalhado muito tempo com um circo e que as ensinou a costurar tendas.
As tendas compradas ou fabricadas na própria igreja saíram peregrinando por lugares como Casa Verde, Americana, Limeira, Vitória, Curitiba e vários outros. Em uma onda contagiante, o movimento crescia e cada tenda dava origem a um novo núcleo que se constituía em uma nova igreja.
Na década de 1960, já sob a liderança do Pastor George Russell Faulkner, estabeleceu-se a meta de levar a mensagem a cada capital de Estado, sendo depois espalhada nos outros municípios. As tendas passavam e deixavam uma nova comunidade formada. Os finais das décadas de 1970 e 1980 foram marcados pelo evangelismo dinâmico e pela construção de grandes e belos templos.
Em 1997, a igreja contava com 5.530 templos e obras novas (que estão funcionando em 2.026 templos, 1.778 salões e 1.726 tabernáculos de madeira), além de 4.000 congregações e pontos de pregação, que funcionam sob a responsabilidade das igrejas locais.
Ao todo eram 2.887 ministros, 1.488 aspirantes e 10.648 obreiros credenciados (deste total de 15.023 membros do ministério, 5.951 eram mulheres). Trabalhavam ainda 38.000 diáconos e diaconisas, com um total de aproximadamente 1.600.000 membros.
São 35.159 ministérios ativos em todo o Brasil, 23.331 obreiros credenciados, 3.640 aspirantes e 8.188 Ministros. O Estado com maior número de ministros do evangelho (obreiros, aspirantes e ministros) é São Paulo, com 8.000 pastores, seguido por Minas Gerais, com 6.000 e Paraná, com 4.800. Ao todo, são mais 9.000 igrejas cadastradas e cerca de 2.000 congregações, totalizando mais 11.000 igrejas em todo o país.
Evangelizando no Brasil há mais de seis décadas, a IEQ tem alcançado, ano após ano, milhares de pessoas. Sua administração tem proporcionado um crescimento sólido e constante, tornando a Igreja propulsora que, por meio da união do ministério e fortificação dada por Cristo, motiva seus pastores e membros a irem em busca daqueles que necessitam desse conhecimento.
Atualmente, devido as constantes críticas pelas alas mais conservadoras do corpo eclesiástico, a igreja tem adotado uma visão mais inclusiva.
Os membros interessados em se tornar pastores têm que passar necessariamente por duas categorias inferiores: Obreiro Credenciado e Aspirante ao Ministério, para enfim alcançar o nível de Ministro do Evangelho. Os postos e cargos são concedidos pelos Conselhos da Igreja no país, estado, município ou região.
No Conselho Nacional de Diretores são todos denominados Reverendos, sendo um título empregado apenas para Ministros do Evangelho.
Para preparar pessoas para esse ministério, a igreja conta com o Instituto Teológico Quadrangular (com mais de 4.500 alunos e 1.200 professores), Centro de Treinamento Missionário Quadrangular (CTMQ), cursos preparados pela Secretaria Geral de Educação e Cultura (SGEC), além de vários livros e publicações evangélicas de qualidade preparados pela Editora e Publicadora Quadrangular George Russell.

## Emblema
|  | 1. A Cruz representa a salvação.      |  | 2. A Pomba representa o Espírito Santo.                |
|  | 3. O Cálice representa a cura divina. |  | 4. A Coroa representa a segunda vinda de Jesus Cristo. |

### 1. Jesus Cristo, o Salvador
- Enviado por Deus para salvar o mundo (Romanos 3:23)
- O Rosto do Homem: Jesus Cristo, o Salvador
- Evangelho: Lucas
- Jesus é representado como "Filho do homem"
- Símbolo da salvação: a cruz (Colossenses 1:20)
- Cor simbólica da bandeira: Escarlate (vermelha)
- Versículo chave: «Porque Ele veio buscar e salvar o que se havia perdido» (Lucas 19:10)

### 2. Jesus Cristo, o Batizador no Espírito Santo
- Dando poder e unção do Espírito Santo (Atos 1:5–8)
- O Rosto de Leão: Jesus Cristo, o Batizador no Espírito Santo
- Evangelho: João
- Jesus é representado como "Filho de Deus"
- Símbolo do batismo no Espírito Santo: a pomba (Mateus 3:16)
- Cor simbólica da bandeira: Ouro (amarelo)
- Versículo chave: «Esse é o que batiza com o Espírito Santo» (João 1:32–33)

### 3. Jesus Cristo, o Médico dos Médicos
- Tocando os enfermos com poder curador (Mateus 8:17)
- O rosto de Boi: Jesus Cristo, o Médico dos Médicos
- Evangelho: Marcos
- Jesus é representado como "servo"
- Símbolo da cura divina: o cálice (1 Coríntios 10:16)
- Cor simbólica da bandeira: Azul-celeste (azul-claro)
- Versículo chave: «Porque o filho do Homem também não veio para ser servido, mas para servir» (Marcos 10:45)

### 4. Jesus Cristo, o Rei que Voltará
- Vindo como o Rei dos Reis (1 Tessalonicenses 4:16–18)
- O rosto de Águia: Jesus Cristo, o Rei que Voltará
- Evangelho: Mateus
- Jesus é representado como "O Rei"
- Símbolo da Segunda Vinda: a coroa (Apocalipse 14:14/Apocalipse 19:12)
- Cor simbólica da bandeira: Púrpura (roxa)
- Versículo chave: «Então aparecerá no céu o sinal do Filho do homem; e todas as tribos da terra se lamentarão, e verão o Filho do homem, vindo sobre as nuvens do céu, com poder e grande glória» (Mateus 24:30)

## Lema
O lema bíblico da Igreja do Evangelho Quadrangular é texto do versículo de Hebreus 13:8: «Jesus Cristo é o mesmo ontem, e hoje, e eternamente» (Hebreus 13:8).

## Hino
O hino da Igreja do Evangelho Quadrangular foi criado em inglês pela fundadora Aimee Semple McPherson e adaptado para o português pelo pastor Adiel de Oliveira.

### Letra
Verso 1
Eia, salvos, avançai
Nada de temer
Vamos firmes batalhar
Prontos pra vencer
Vai conosco, o General
Nosso bom Jesus
Ele nos dará vitória pela cruz
Refrão
Avante, pois, e sem parar
O Evangelho anunciar
O Evangelho Quadrangular
De Deus o nosso eterno Pai
Pois Cristo salva, o pecador
Para que seja um bom cristão
Cura, também, a sua dor
Qualquer doença e aflição
Com Seu poder quer batizar
Do céu virá pra nos levar
E com Ele nós havemos sempre de reinar
Verso 2
Vamos templos levantar
Por todo o Brasil
A pregar sem descansar
Nosso Rei gentil
Vamos missionários ser
Todos, todos nós
Transmitindo com prazer de Deus a voz

## Controvérsias
Em 2004, o presidente internacional e tesoureiro da denominação renunciou após perder por engano 14 milhões $ para a denominação por aprovar dois projetos de investimento financeiro que na verdade eram uma farsa.

### Tráfico de drogas no Brasil
No dia 27 de maio de 2023, a Polícia Federal apreendeu 290 kg de maconha da variedade skunk num avião monomotor da Igreja Quadrangular.